# Martin Järveoja
Martin Järveoja (Elva, 18 agosto 1987) è un copilota di rally ed ex judoka estone, dal 2016 gareggia in coppia con Ott Tänak, con il quale si è laureato campione del mondo nel 2019.

## Biografia
Järveoja ha praticato il judo dal 2004 al 2011, vincendo sette titoli nazionali estoni e disputando 14 incontri tra il 2007 e il 2009, di cui tre vinti.
Introdotto nel mondo dei rally dallo zio Tarmo Järveoja, ha disputato la sua prima gara da copilota nel 2003, al Tartu rahvaralli II, in Estonia, a bordo di una Mazda 323 pilotata dal cugino Ken Järveoja. In quello stesso anno si cimentò anche nella guida, con il padre Toomas come navigatore. Continuò a gareggiare con lo zio e il cugino sino al 2008.

### 2009-2016: la carriera con Kruuda

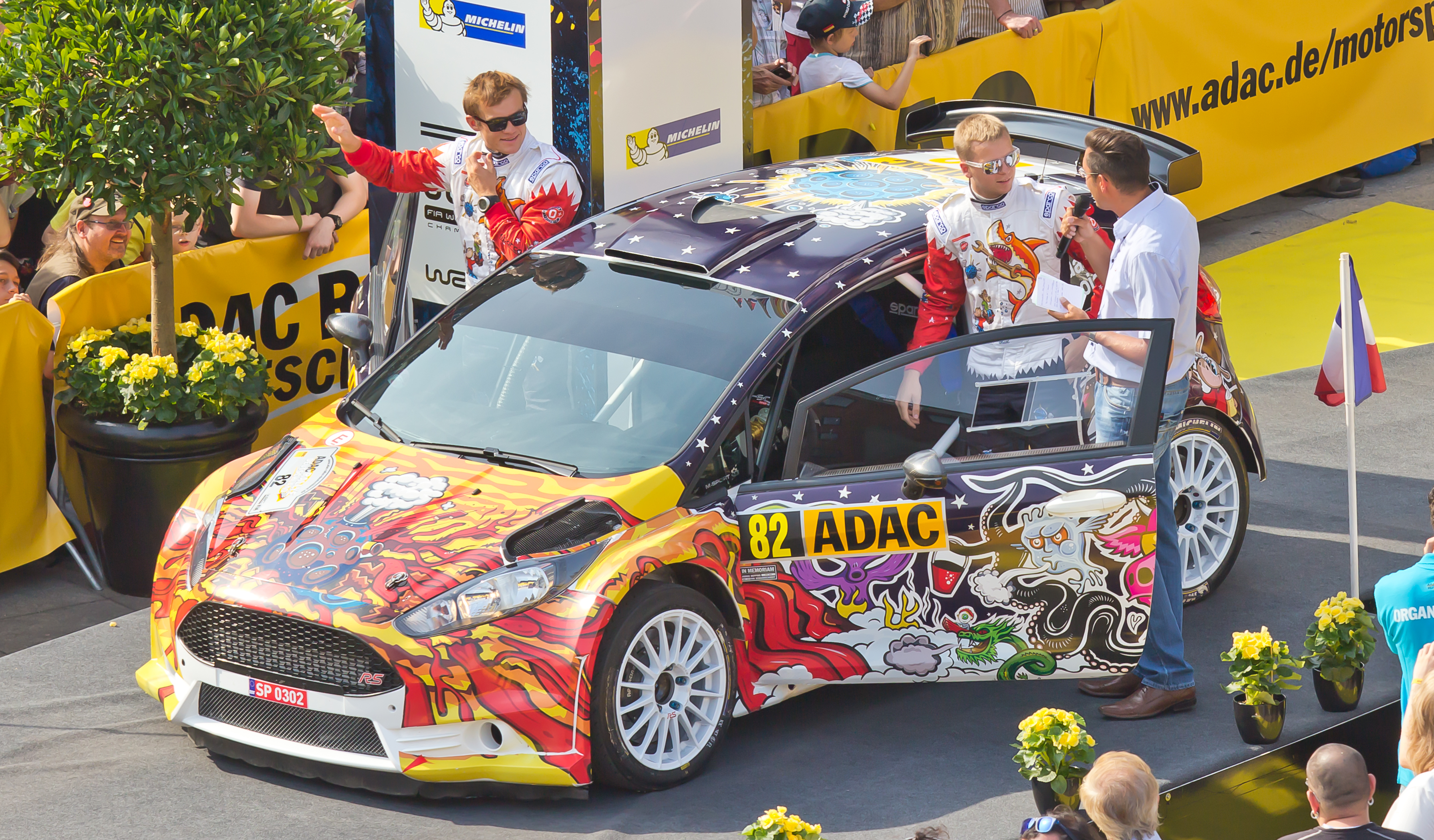
Järveoja (a sinistra) con Kruuda al Rally di Germania 2013

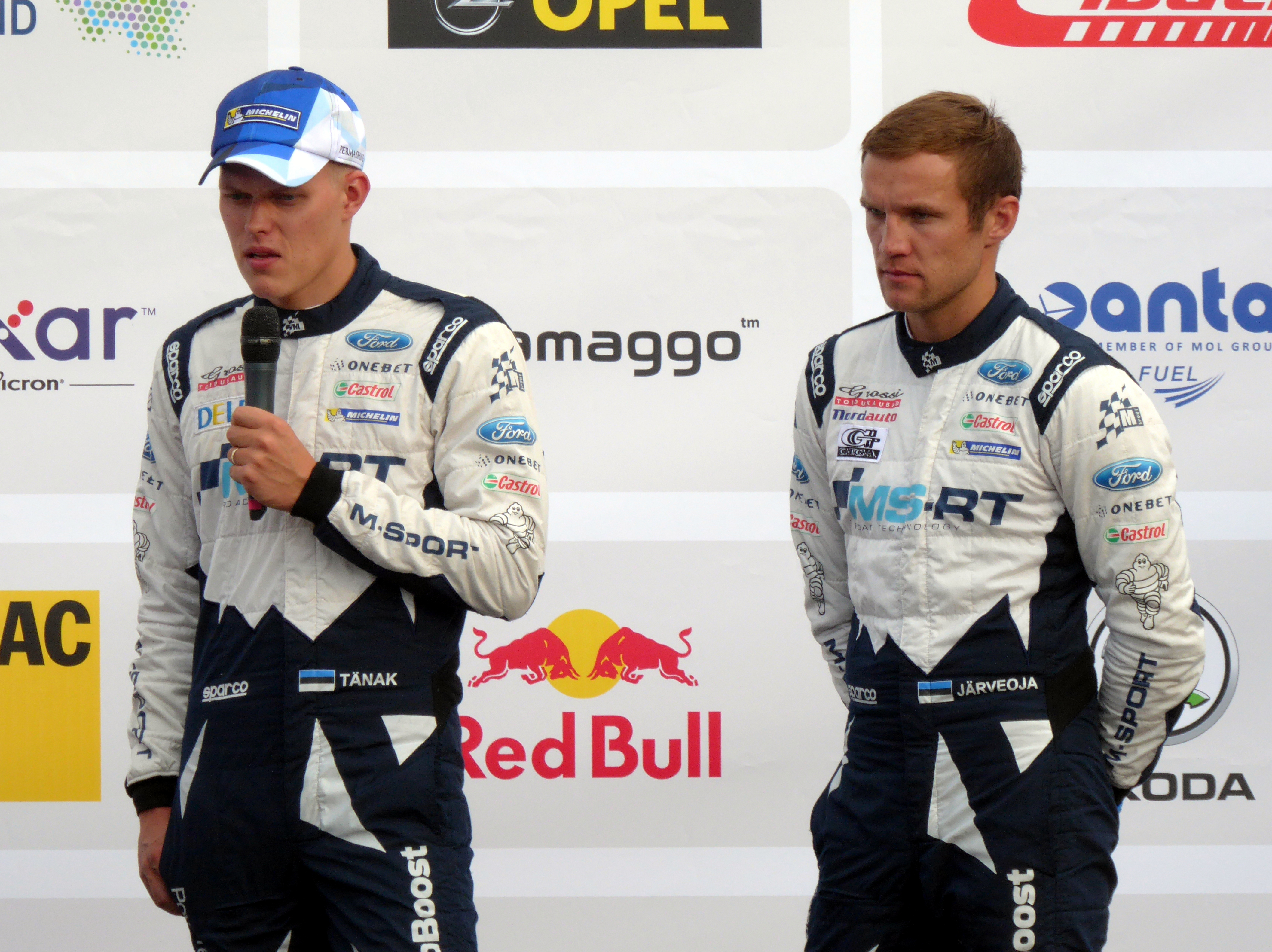
Järveoja (a destra) con Ott Tänak prima dell'avvio del Rally di Germania 2017, che avrebbero poi vinto

Nel 2009 Järveoja passò a navigare stabilmente per Karl Kruuda, disputando gare nazionali in Estonia; esordì nel mondiale al Rally di Giordania del 2010 con Kruuda su una Suzuki Swift S1600, terminando al 22º posto assoluto e vincendo la sua classe; quello stesso anno disputò anche il campionato Junior WRC con Kruuda e con Martin Kangur nell'ultima gara.
Nel 2011 salirono di categoria e si cimentarono del campionato S-WRC al volante di una Škoda Fabia S2000, ottenendo alcuni podi di categoria. Nelle stagioni dal 2012 al 2016 seguitarono a gareggiare nella categoria cadetta, piazzandosi al quinto posto finale nel 2014 (anno in cui Järveoja ottenne anche il primo punto iridato, al Rally di Finlandia) e disputando l'annata 2016 per la scuderia inglese, nonché costruttrice di pneumatici, Drive DMACK su una Ford Fiesta R5; al termine di quella stessa stagione i due interruppero il loro sodalizio sportivo.

### 2017-: il sodalizio con Tänak
Nel 2017 iniziò a competere stabilmente con Ott Tänak e debuttò subito nella categoria WRC disputando tutta la stagione con la nuova Ford Fiesta WRC della scuderia M-Sport World Rally Team, con la quale ottenne il primo podio in carriera al Rally di Monte Carlo, prima gara stagionale, e la prima vittoria al Rally di Sardegna, ripetendosi poi al Rally di Germania e concludendo l'annata al terzo posto finale nella graduatoria generale.
Per il 2018 la coppia venne ingaggiata dalla squadra ufficiale Toyota che affidò loro la Yaris WRC per disputare l'intera stagione a fianco delle coppie Latvala/Anttila e Lappi/Ferm; conclusero l'annata nuovamente al terzo posto ma rimanendo in lotta per il titolo sino alla penultima gara.
Nel 2019 vinse il titolo mondiale con Tänak, divenendo così il primo equipaggio  estone a laurearsi campione del mondo e riportando la propria nazione sul podio finale di stagione a distanza di 15 anni, quando fu Markko Märtin nel 2004 a chiudere l'annata iridata al terzo posto. La conquista matematica dell'alloro iridato avvenne al termine del Rally di Catalogna, penultima gara della stagione. Dal 2020 la coppia gareggerà con la scuderia Hyundai Motorsport.

## Palmarès
- Campionato del mondo rally (2019).

### Vittorie nel WRC-2
| Nº | Anno | Rally              | Pilota      | Vettura           | Squadra           |
| -- | ---- | ------------------ | ----------- | ----------------- | ----------------- |
| 1  | 2014 | Rally di Svezia    | Karl Kruuda | Ford Fiesta S2000 | Printsport Racing |
| 2  | 2014 | Rally di Finlandia | Karl Kruuda | Ford Fiesta S2000 | Printsport Racing |

### Vittorie nel mondiale rally
| Nº | Anno | Rally                         | Pilota    | Vettura                     | Squadra                  |
| -- | ---- | ----------------------------- | --------- | --------------------------- | ------------------------ |
| 1  | 2017 | 14º Rally di Sardegna         | Ott Tänak | Ford Fiesta WRC             | M-Sport World Rally Team |
| 2  | 2017 | 35º Rally di Germania         | Ott Tänak | Ford Fiesta WRC             | M-Sport World Rally Team |
| 3  | 2018 | 38º Rally d'Argentina         | Ott Tänak | Toyota Yaris WRC            | Toyota Gazoo Racing WRT  |
| 4  | 2018 | 68º Rally di Finlandia        | Ott Tänak | Toyota Yaris WRC            | Toyota Gazoo Racing WRT  |
| 5  | 2018 | 36º Rally di Germania         | Ott Tänak | Toyota Yaris WRC            | Toyota Gazoo Racing WRT  |
| 6  | 2018 | 11º Rally di Turchia          | Ott Tänak | Toyota Yaris WRC            | Toyota Gazoo Racing WRT  |
| 7  | 2019 | 67º Rally di Svezia           | Ott Tänak | Toyota Yaris WRC            | Toyota Gazoo Racing WRT  |
| 8  | 2019 | 1º Rally del Cile             | Ott Tänak | Toyota Yaris WRC            | Toyota Gazoo Racing WRT  |
| 9  | 2019 | 53º Rally del Portogallo      | Ott Tänak | Toyota Yaris WRC            | Toyota Gazoo Racing WRT  |
| 10 | 2019 | 69º Rally di Finlandia        | Ott Tänak | Toyota Yaris WRC            | Toyota Gazoo Racing WRT  |
| 11 | 2019 | 37º Rally di Germania         | Ott Tänak | Toyota Yaris WRC            | Toyota Gazoo Racing WRT  |
| 12 | 2019 | 75º Rally di Gran Bretagna    | Ott Tänak | Toyota Yaris WRC            | Toyota Gazoo Racing WRT  |
| 13 | 2020 | 10º Rally d'Estonia           | Ott Tänak | Hyundai i20 Coupe WRC       | Hyundai Shell Mobis WRT  |
| 14 | 2021 | Arctic Rally di Finlandia     | Ott Tänak | Hyundai i20 Coupe WRC       | Hyundai Shell Mobis WRT  |
| 15 | 2022 | 19º Rally di Sardegna         | Ott Tänak | Hyundai i20 N Rally1 Hybrid | Hyundai Shell Mobis WRT  |
| 16 | 2022 | 71º Rally di Finlandia        | Ott Tänak | Hyundai i20 N Rally1 Hybrid | Hyundai Shell Mobis WRT  |
| 17 | 2022 | 57º Rally di Ypres            | Ott Tänak | Hyundai i20 N Rally1 Hybrid | Hyundai Shell Mobis WRT  |
| 18 | 2023 | 70º Rally di Svezia           | Ott Tänak | Ford Puma Rally1 Hybrid     | M-Sport Ford WRT         |
| 19 | 2023 | 2º Rally del Cile             | Ott Tänak | Ford Puma Rally1 Hybrid     | M-Sport Ford WRT         |
| 20 | 2024 | 21º Rally di Sardegna         | Ott Tänak | Hyundai i20 N Rally1 Hybrid | Hyundai Shell Mobis WRT  |
| 21 | 2024 | 2º Rally dell'Europa Centrale | Ott Tänak | Hyundai i20 N Rally1 Hybrid | Hyundai Shell Mobis WRT  |
| 22 | 2025 | 69° EKO Acropolis Rally       | Ott Tänak | Hyundai i20 N Rally1        | Hyundai Shell Mobis WRT  |

### Vittorie in altri Rally
| Nº | Anno | Campionato                | Rally                              | Pilota      | Vettura                 |
| -- | ---- | ------------------------- | ---------------------------------- | ----------- | ----------------------- |
| 1  | 2013 | Campionato lettone        | Rally Talsi - Rally of Champions   | Ott Tänak   | Subaru Impreza STi N12  |
| 2  | 2014 | Campionato finlandese     | SM Ralli Turku                     | Karl Kruuda | Ford Fiesta S2000       |
| 3  | 2015 | Campionato spagnolo terra | Rally de Tierra Concello de Curtis | Karl Kruuda | Citroën DS3 R5          |
| 4  | 2018 | Trofeo Baltico            | Rally d'Estonia                    | Ott Tänak   | Toyota Yaris WRC        |
| 5  | 2019 | Trofeo Baltico            | Rally d'Estonia                    | Ott Tänak   | Toyota Yaris WRC        |
| 6  | 2020 | Campionato estone         | Grossi Toidukaubad Viru Rally      | Ott Tänak   | Hyundai i20 Coupe WRC   |
| 7  | 2020 | Campionato estone         | RedGrey Lõuna-Eesti Ralli          | Ott Tänak   | Hyundai i20 Coupe WRC   |
| 8  | 2020 | -                         | Kehala Ralli                       | Ott Tänak   | Hyundai i20 Coupe WRC   |
| 9  | 2021 | Campionato estone         | Otepää Talveralli                  | Ott Tänak   | Hyundai i20 Coupe WRC   |
| 10 | 2023 | Campionato estone         | Otepää Talveralli                  | Ott Tänak   | Ford Puma Rally1 Hybrid |
| 11 | 2023 | -                         | Lõuna-Eesti Ralli                  | Ott Tänak   | Ford Puma Rally1 Hybrid |
| 12 | 2023 | Alpe Adria Cup            | Herbst Rallye                      | Ott Tänak   | Ford Puma Rally1 Hybrid |
| 13 | 2025 | Campionato estone         | Lõuna-Eesti Ralli                  | Ott Tänak   | Hyundai i20 N Rally1    |

## Risultati nel mondiale rally

### WRC
| 2010 | Scuderia                             | Vettura                                  |  |  |    |    |  |    |    |  |    |  |  |    |     |  |  |  | Punti | Pos. |
| ---- | ------------------------------------ | ---------------------------------------- |  |  | -- | -- |  | -- | -- |  | -- |  |  | -- | --- |  |  |  | ----- | ---- |
| 2010 | World Rally Team Estonia Karl Kruuda | Suzuki Swift S1600 Honda Civic Type-R R3 |  |  | 22 | 31 |  | 27 | 18 |  | 30 |  |  | 28 | Rit |  |  |  | -     |      |

| 2011 | Scuderia                   | Vettura                             |  |    |    |    |    |  |    |    |    |  |  |    |    |  |  |  | Punti | Pos. |
| ---- | -------------------------- | ----------------------------------- |  | -- | -- | -- | -- |  | -- | -- | -- |  |  | -- | -- |  |  |  | ----- | ---- |
| 2011 | ME3 Rally Team Karl Kruuda | Škoda Fabia S2000 Ford Fiesta S2000 |  | 15 | 13 | 11 | 21 |  | 23 | 27 | 22 |  |  | 28 | 28 |  |  |  | -     |      |

| 2012 | Scuderia    | Vettura                             |  |  |  |  |  |  |  |    |     |    |  |     |    |  |  |  | Punti | Pos. |
| ---- | ----------- | ----------------------------------- |  |  |  |  |  |  |  | -- | --- | -- |  | --- | -- |  |  |  | ----- | ---- |
| 2012 | Karl Kruuda | Ford Fiesta S2000 Škoda Fabia S2000 |  |  |  |  |  |  |  | 12 | Rit | 21 |  | Rit | 23 |  |  |  | -     |      |

| 2013 | Scuderia      | Vettura        |  |  |  |  |  |  |  |     |    |  |  |  |  |  |  |  | Punti | Pos. |
| ---- | ------------- | -------------- |  |  |  |  |  |  |  | --- | -- |  |  |  |  |  |  |  | ----- | ---- |
| 2013 | MM-Motorsport | Ford Fiesta R5 |  |  |  |  |  |  |  | Rit | 18 |  |  |  |  |  |  |  | 0     |      |

| 2014 | Scuderia                                  | Vettura                           |  |    |  |    |  |    |     |    |  |  |    |    |  |  |  |  | Punti | Pos. |
| ---- | ----------------------------------------- | --------------------------------- |  | -- |  | -- |  | -- | --- | -- |  |  | -- | -- |  |  |  |  | ----- | ---- |
| 2014 | Printsport Racing Tagai Racing Technology | Ford Fiesta S2000 Peugeot 208 T16 |  | 11 |  | 12 |  | 14 | Rit | 10 |  |  | 24 | 16 |  |  |  |  | 1     | 29º  |

| 2015 | Scuderia       | Vettura        |  |  |  |  |    |     |    |  |  |  |  |  |  |  |  |  | Punti | Pos. |
| ---- | -------------- | -------------- |  |  |  |  | -- | --- | -- |  |  |  |  |  |  |  |  |  | ----- | ---- |
| 2015 | ME3 Rally Team | Citroën DS3 R5 |  |  |  |  | 26 | Rit | 14 |  |  |  |  |  |  |  |  |  | 0     |      |

| 2016 | Scuderia                | Vettura        |  |  |  |  |     |    |    |     |  |  |  |  |  |  |  |  | Punti | Pos. |
| ---- | ----------------------- | -------------- |  |  |  |  | --- | -- | -- | --- |  |  |  |  |  |  |  |  | ----- | ---- |
| 2016 | Drive DMACK Trophy Team | Ford Fiesta R5 |  |  |  |  | Rit | 11 | 22 | Rit |  |  |  |  |  |  |  |  | 0     |      |

| 2017 | Scuderia                 | Vettura         |   |   |    |    |   |    |   |     |    |   |    |   |   |  |  |  | Punti | Pos. |
| ---- | ------------------------ | --------------- | - | - | -- | -- | - | -- | - | --- | -- | - | -- | - | - |  |  |  | ----- | ---- |
| 2017 | M-Sport World Rally Team | Ford Fiesta WRC | 3 | 2 | 43 | 11 | 3 | 41 | 1 | Rit | 71 | 1 | 34 | 6 | 2 |  |  |  | 191   | 3º   |

| 2018 | Scuderia                | Vettura          |   |    |     |    |    |     |    |   |    |    |     |    |     |  |  |  | Punti | Pos. |
| ---- | ----------------------- | ---------------- | - | -- | --- | -- | -- | --- | -- | - | -- | -- | --- | -- | --- |  |  |  | ----- | ---- |
| 2018 | Toyota Gazoo Racing WRT | Toyota Yaris WRC | 2 | 95 | 141 | 25 | 14 | Rit | 93 | 1 | 12 | 13 | 192 | 61 | Rit |  |  |  | 181   | 3º   |

| 2019 | Scuderia                | Vettura          |    |   |   |    |    |   |    |   |   |   |     |   |    |  |  |  | Punti | Pos. |
| ---- | ----------------------- | ---------------- | -- | - | - | -- | -- | - | -- | - | - | - | --- | - | -- |  |  |  | ----- | ---- |
| 2019 | Toyota Gazoo Racing WRT | Toyota Yaris WRC | 34 | 1 | 2 | 62 | 85 | 1 | 13 | 5 | 1 | 1 | 161 | 1 | 21 |  |  |  | 263   | 1º   |

| 2020 | Scuderia                | Vettura               |     |    |   |    |     |    |   |  |  |  |  |  |  |  |  |  | Punti | Pos. |
| ---- | ----------------------- | --------------------- | --- | -- | - | -- | --- | -- | - |  |  |  |  |  |  |  |  |  | ----- | ---- |
| 2020 | Hyundai Shell Mobis WRT | Hyundai i20 Coupe WRC | Rit | 24 | 2 | 13 | 172 | 61 | 2 |  |  |  |  |  |  |  |  |  | 105   | 3º   |

| 2021 | Scuderia           | Vettura               |     |    |    |     |     |    |     |    |    |   |     |  |  |  |  |  | Punti | Pos. |
| ---- | ------------------ | --------------------- | --- | -- | -- | --- | --- | -- | --- | -- | -- | - | --- |  |  |  |  |  | ----- | ---- |
| 2021 | Hyundai Motorsport | Hyundai i20 Coupe WRC | Rit | 14 | 45 | 211 | 242 | 31 | 311 | 61 | 25 | 2 | Rit |  |  |  |  |  | 128   | 5º   |

| 2022 | Scuderia           | Vettura                     |     |    |   |    |   |     |   |    |    |    |    |   |   |  |  |  | Punti | Pos. |
| ---- | ------------------ | --------------------------- | --- | -- | - | -- | - | --- | - | -- | -- | -- | -- | - | - |  |  |  | ----- | ---- |
| 2022 | Hyundai Motorsport | Hyundai i20 N Rally1 Hybrid | Rit | 20 | 2 | 64 | 1 | Rit | 3 | 14 | 14 | 21 | 32 | 4 | 2 |  |  |  | 205   | 2º   |

| 2023 | Scuderia         | Vettura                 |    |    |    |   |    |     |    |    |     |    |    |    |    |  |  |  | Punti | Pos. |
| ---- | ---------------- | ----------------------- | -- | -- | -- | - | -- | --- | -- | -- | --- | -- | -- | -- | -- |  |  |  | ----- | ---- |
| 2023 | M-Sport Ford WRT | Ford Puma Rally1 Hybrid | 52 | 14 | 92 | 2 | 42 | 352 | 61 | 84 | Rit | 43 | 14 | 35 | 62 |  |  |  | 174   | 4º   |

| 2024 | Scuderia                | Vettura                     |    |     |    |    |   |    |     |    |     |    |   |   |     |  |  |  | Punti | Pos. |
| ---- | ----------------------- | --------------------------- | -- | --- | -- | -- | - | -- | --- | -- | --- | -- | - | - | --- |  |  |  | ----- | ---- |
| 2024 | Hyundai Shell Mobis WRT | Hyundai i20 N Rally1 Hybrid | 45 | 414 | 82 | 42 | 2 | 12 | 392 | 31 | Rit | 32 | 3 | 1 | Rit |  |  |  | 200   | 3º   |

| 2025 | Scuderia                | Vettura              |   |   |    |   |    |    |    |   |    |  |  |  |  |  |  |  | Punti | Pos. |
| ---- | ----------------------- | -------------------- | - | - | -- | - | -- | -- | -- | - | -- |  |  |  |  |  |  |  | ----- | ---- |
| 2025 | Hyundai Shell Mobis WRT | Hyundai i20 N Rally1 | 5 | 4 | 23 | 6 | 21 | 23 | 15 | 2 | 10 |  |  |  |  |  |  |  | 163   |      |

| Legenda | 1º posto | 2º posto | 3º posto | A punti | Senza punti | Ritirato | Squalificato | NP=Non partito C=Gara cancellata | Apice=Power stage |

### WRC-2
| 2013 | Scuderia      | Vettura        |  |  |  |  |  |  |  |     |   |  |  |  |  |  |  |  | Punti | Pos. |
| ---- | ------------- | -------------- |  |  |  |  |  |  |  | --- | - |  |  |  |  |  |  |  | ----- | ---- |
| 2013 | MM-Motorsport | Ford Fiesta R5 |  |  |  |  |  |  |  | Rit | 5 |  |  |  |  |  |  |  | 10    | 29º  |

| 2014 | Scuderia                           | Vettura                           |  |   |  |   |  |   |     |   |  |  |   |   |  |  |  |  | Punti | Pos. |
| ---- | ---------------------------------- | --------------------------------- |  | - |  | - |  | - | --- | - |  |  | - | - |  |  |  |  | ----- | ---- |
| 2014 | Printsport Tagai Racing Technology | Ford Fiesta S2000 Peugeot 208 T16 |  | 1 |  | 4 |  | 4 | Rit | 1 |  |  | 7 | 5 |  |  |  |  | 90    | 5º   |

| 2015 | Scuderia       | Vettura        |  |  |  |  |    |     |   |  |  |  |  |  |  |  |  |  | Punti | Pos. |
| ---- | -------------- | -------------- |  |  |  |  | -- | --- | - |  |  |  |  |  |  |  |  |  | ----- | ---- |
| 2015 | ME3 Rally Team | Citroën DS3 R5 |  |  |  |  | 11 | Rit | 3 |  |  |  |  |  |  |  |  |  | 15    | 24º  |

| 2016 | Scuderia                | Vettura        |  |  |  |  |     |   |    |     |  |  |  |  |  |  |  |  | Punti | Pos. |
| ---- | ----------------------- | -------------- |  |  |  |  | --- | - | -- | --- |  |  |  |  |  |  |  |  | ----- | ---- |
| 2016 | Drive DMACK Trophy Team | Ford Fiesta R5 |  |  |  |  | Rit | 3 | 10 | Rit |  |  |  |  |  |  |  |  | 16    | 18º  |

| Legenda | 1º posto | 2º posto | 3º posto | A punti | Senza punti | Ritirato | Squalificato | NP=Non partito C=Gara cancellata | Apice=Power stage |

### S-WRC
| 2011 | Scuderia       | Vettura           |  |   |  |   |   |  |   |   |   |  |  |   |  |  |  |  | Punti | Pos. |
| ---- | -------------- | ----------------- |  | - |  | - | - |  | - | - | - |  |  | - |  |  |  |  | ----- | ---- |
| 2011 | ME3 Rally Team | Škoda Fabia S2000 |  | 4 |  | 2 | 6 |  | 8 | 7 | 5 |  |  | 7 |  |  |  |  | -     |      |

| Legenda | 1º posto | 2º posto | 3º posto | A punti | Senza punti | Ritirato | Squalificato | NP=Non partito C=Gara cancellata | Apice=Power stage |
| Nota: la classifica ufficiale a punti relativa ai copiloti, e il corrispondente titolo, vennero resi ufficiali soltanto nel 2010. |          |          |          |         |             |          |              |                                  |                   |

### Junior WRC
| 2010 | Scuderia                 | Vettura                                  |  |  |  |   |  |   |   |  |   |  |  |   |  |  |  |  | Punti | Pos. |
| ---- | ------------------------ | ---------------------------------------- |  |  |  | - |  | - | - |  | - |  |  | - |  |  |  |  | ----- | ---- |
| 2010 | World Rally Team Estonia | Suzuki Swift S1600 Honda Civic Type-R R3 |  |  |  | 6 |  | 2 | 5 |  | 3 |  |  | 6 |  |  |  |  | -     |      |

| Legenda | 1º posto | 2º posto | 3º posto | A punti | Senza punti | Ritirato | Squalificato | NP=Non partito C=Gara cancellata | Apice=Power stage |
| Nota: la classifica ufficiale a punti relativa ai copiloti, e il corrispondente titolo, vennero resi ufficiali soltanto nel 2010. |          |          |          |         |             |          |              |                                  |                   |